# Symplectoscyphus hozawai
Symplectoscyphus hozawai är en nässeldjursart som beskrevs av Eberhard Stechow 1931. Symplectoscyphus hozawai ingår i släktet Symplectoscyphus och familjen Sertulariidae. Inga underarter finns listade i Catalogue of Life.